# Жен
Жен (фр. Gesnes) насеље је и општина у западној Француској у региону Лоара, у департману Мајен која припада префектури Лавал.
По подацима из 2011. године у општини је живело 226 становника, а густина насељености је износила 20,16 становника/km². Општина се простире на површини од 11,21 km². Налази се на средњој надморској висини од 72 метара (максималној 123 m, а минималној 67 m).

## Демографија
| 1962. | 1968. | 1975. | 1982. | 1990. | 1999. | 2011. |
| ----- | ----- | ----- | ----- | ----- | ----- | ----- |
| 188   | 208   | 174   | 193   | 170   | 174   | 226   |

График промене броја становника у току последњих година